# Trichomma fujianense
Trichomma fujianense är en stekelart som beskrevs av Wang 1985. Trichomma fujianense ingår i släktet Trichomma och familjen brokparasitsteklar. Inga underarter finns listade i Catalogue of Life.